# Џулијус Хиберт
Џулијус Мичел Хиберт (енгл. Julius Michael Hibbert) је измишљени лик из цртане серије Симпсонови, коме глас позајмљује Хари Ширер. У серији Симпсонови, Џулијус игра домаћег лекара породице Симпсон и других.